# Pierina
Pierina je  žensko osebno ime.

## Izvor imena
Ime Pierina je različica imena Petra.

## Pogostost imena
Po podatkih Statističnega urada Republike Slovenije je bilo na dan 31. decembra 2007 v Sloveniji število ženskih oseb z imenom Pierina: 33. Med vsemi ženskimi imeni pa je ime Pierina po pogostosti uporabe uvrščeno na 1.091. mesto.

## Osebni praznik
V koledarju je ime Pierina skupaj s Petro.